# Liste von Leuchttürmen auf den Kanarischen Inseln
Die Liste von Leuchttürmen auf den Kanarischen Inseln benennt Leuchttürme auf den Kanaren.

## Liste
| Name                         | Region        | Position                         | Baujahr   | Turmhöhe | Feuerhöhe | Kennung         | Bild            |
| ---------------------------- | ------------- | -------------------------------- | --------- | -------- | --------- | --------------- | --------------- |
| Faro de Punta de Anaga       | Teneriffa     | 28° 34′ 52,8″ N, 16° 8′ 24,1″ W  | 1864      | 12 m     | 247 m     | Fl(2+4)W.30s    |                 |
| Faro de Punta Abona          | Teneriffa     | 28° 8′ 53,4″ N, 16° 25′ 37,8″ W  | 1902/1978 | 39 m     | 54 m      | Fl(3)W.20s      |                 |
| Faro de Punta de Rasca       | Teneriffa     | 28° 0′ 3,9″ N, 16° 41′ 39,8″ W   | 1976      | 32 m     | 51 m      | Fl(3)W.12s      |                 |
| Faro de Punta de Teno        | Teneriffa     | 28° 20′ 31,2″ N, 16° 55′ 22,3″ W | 1897/1976 | 20 m     | 60 m      | Fl(1+2)W.20s    |                 |
| Faro de Buenavista           | Teneriffa     | 28° 23′ 27,9″ N, 16° 50′ 11,4″ W | 1990/91   | 40 m     | 76 m      | Fl(4)W.11s      |                 |
| Faro de Puerto de la Cruz    | Teneriffa     | 28° 25′ 6,6″ N, 16° 33′ 14,6″ W  | 1995      | 27 m     | 31 m      | Fl(2)W.7s       |                 |
| Faro de Punta del Hidalgo    | Teneriffa     | 28° 34′ 34,9″ N, 16° 19′ 43,6″ W | 1992      | 50 m     | 52 m      | Fl(3)W.16s      |                 |
| La Farola del Mar            | Teneriffa     | 28° 28′ 9,7″ N, 16° 14′ 44,9″ W  | 1862      | 6 m      | 10 m      | gelöscht (1954) |                 |
| Faro de Martiño              | Lobos         | 28° 45′ 53,4″ N, 13° 48′ 53,6″ W | 1865      | 7 m      | 29 m      | Fl(2)W.15s      |                 |
| Faro de Puerto del Rosario   | Fuerteventura | 28° 30′ 19,2″ N, 13° 50′ 37,4″ W | 1992      | 43 m     | 48 m      | Fl.W.5s         |                 |
| Faro de Punta La Entallada   | Fuerteventura | 28° 13′ 48,4″ N, 13° 56′ 52,4″ W | 1955      | 12 m     | 196 m     | Fl(2+1)W.18s    |                 |
| Faro de Morro Jable          | Fuerteventura | 28° 2′ 46,1″ N, 14° 19′ 58,8″ W  | 1991      | 59 m     | 62 m      | Fl(2)W.10s      |                 |
| Faro de Punta Jandía         | Fuerteventura | 28° 3′ 56,6″ N, 14° 30′ 25,5″ W  | 1864/1954 | 19 m     | 33 m      | Fl.W.4s         |                 |
| Faro de Tostón               | Fuerteventura | 28° 42′ 55,6″ N, 14° 0′ 49,5″ W  | 1897/1986 | 30 m     | 35 m      | Fl.W.8s         |                 |
| Faro de La Isleta            | Gran Canaria  | 28° 10′ 26,7″ N, 15° 25′ 8,3″ W  | 1865      | 10 m     | 249 m     | Fl(3+1)W.20s    |                 |
| Faro de Punta de Melenara    | Gran Canaria  | 27° 59′ 30,4″ N, 15° 22′ 4,5″ W  | 1992      | 17 m     | 33 m      | Fl(2)WR.12s     |                 |
| Faro de Punta de Arinaga     | Gran Canaria  | 27° 51′ 50,7″ N, 15° 23′ 4,7″ W  | 1897/1984 | 14 m     | 47 m      | Fl(3)WR.10s     |                 |
| Faro de Maspalomas           | Gran Canaria  | 27° 44′ 6,5″ N, 15° 35′ 56″ W    | 1890      | 56 m     | 60 m      | Fl(1+2)W.13s    |                 |
| Faro de Punta del Castillete | Gran Canaria  | 27° 49′ 9,6″ N, 15° 46′ 6,6″ W   | 1996      | 21 m     | 114 m     | Fl.Y.5s         |                 |
| Faro de Punta Sardina        | Gran Canaria  | 28° 9′ 52,7″ N, 15° 42′ 28″ W    | 1891/1985 | 20 m     | 48 m      | Fl(4)W.20s      |                 |
| Faro de Punta Delgada        | Alegranza     | 29° 24′ 11,8″ N, 13° 29′ 18,8″ W | 1865      | 15 m     | 18 m      | Fl.W.3s         | Bild gesucht BW |
| Faro de Punta Pechiguera     | Lanzarote     | 28° 51′ 20,7″ N, 13° 52′ 21,3″ W | 1866/1988 | 50 m     | 55 m      | Fl(3)W.30s      |                 |
| Faro de Punta Cumplida       | La Palma      | 28° 50′ 20,4″ N, 17° 46′ 41,3″ W | 1867      | 34 m     | 63 m      | Fl.W.5s         |                 |
| Faro de Arenas Blancas       | La Palma      | 28° 34′ 11,7″ N, 17° 45′ 38″ W   | 1992      | 38 m     | 46 m      | Oc(3)W.8s       |                 |
| Faro de Fuencaliente         | La Palma      | 28° 27′ 19″ N, 17° 50′ 35,1″ W   | 1903/1985 | 24 m     | 36 m      | Fl(3)W.18s      |                 |
| Faro de Punta Lava           | La Palma      | 28° 35′ 48″ N, 17° 55′ 32,4″ W   | 1993      | 48 m     | 51 m      | Fl(1+2)W.20s    |                 |
| Faro de San Cristóbal        | La Gomera     | 28° 5′ 45,9″ N, 17° 6′ 0,3″ W    | 1903/1978 | 15 m     | 84 m      | Fl(2)W.10s      |                 |
| Faro de Orchilla             | El Hierro     | 27° 42′ 24″ N, 18° 8′ 51,3″ W    | 1933      | 25 m     | 132 m     | Fl.W.5s         |                 |